# Ван Дунен, Жозе
Жозе Жасинту да Силва Виейра Диаш Ван Дунен (порт. José Jacinto da Silva Vieira Dias Van Dunem; 29 августа 1949, Луанда — 8 июля 1977, Луанда, крепость Сан-Мигель) — ангольский военный и политик, начальник политуправления и заместитель начальника генштаба ФАПЛА, член ЦК МПЛА. Активный участник войны за независимость и гражданской войны на стороне МПЛА. Стоял на ортодоксально-коммунистических позициях, принадлежал к радикальной группе Nitistas. Один из лидеров Мятежа «фракционеров». Схвачен и убит после подавления мятежа; погибла и его жена Сита Валлиш. Фактически реабилитирован при президенте Лоренсу.

## Происхождение и взгляды
Родился в семье судейского чиновника. Принадлежал к народности мбунду. При рождении получил имя Жозе Жасинту да Силва Виейра Диаш Ван Дунен. Разветвлённое семейство Ван Дунен принадлежало к традиционной элите и обладало общественным авторитетом. Дед и двоюродный дед Жозе Ван Дунена в начале XX века основали Ангольскую лигу — первую организацию африканских националистов Португальской Анголы.
Начальное образование Жозе Ван Дунен получил в школе Сумбе. Вернувшись в Луанду, поступил в лицей, впоследствии учился на медицинском факультете Университета Луанды. С середины 1960-х, под влиянием семейной традиции, Жозе Ван Дунен включился в антиколониальную борьбу. Вступил в марксистское движение МПЛА, проникся коммунистической идеологией, был активным сторонником Агостиньо Нето.

## Подполье и тюрьма
В войне за независимость Жозе Ван Дунен участвовал как подпольщик и разведчик МПЛА/ЭПЛА. Был координатором подпольного Регионального комитета Луанды (CRL), организовал сеть ячеек в Луанде и несколько резидентур в других провинциях. Участвовал в вооружённых акциях, включая захват самолёта в 1969. С разведывательной миссией завербовался в португальские колониальные войска, получил доступ к закрытой военной информации. Организовывал похищение оружия и боеприпасов из казарм. Действовал в тесном контакте с I военно-политическим округом МПЛА, во главе которого стоял Ниту Алвиш.
Жозе Ван Дунен отличался личной храбростью, авантюрной склонностью к риску. Обладал репутацией интеллектуала, имел прозвище «Философ». Знавшие его люди отмечали за ним обаяние, коммуникабельность, умение быть своим в любой социальной среде. По рождению он принадлежал к ангольской чернокожей элите (в отличие, например, от крестьянина Алвиша), сохранил «салонные» манеры поведения — однако легко входил в контакт с городской и деревенской беднотой.
В 1971 Жозе Ван Дунен был разоблачён и арестован ПИДЕ. Около трёх лет провёл в луандских тюрьмах. На допросах подвергался психологическому и физическому давлению. Держался твёрдо, демонстративно нарушал режим, агитировал заключённых за МПЛА, устанавливал связь между политическими и уголовниками.

## Командование и конфликты
25 апреля 1974 португальская Революция гвоздик начала процесс деколонизации. Жозе Ван Дунен был освобождён. Он и его союзник Алвиш являлись самыми влиятельными деятелями МПЛА на ангольской территории — этому способствовало их пребывание в Анголе, а не в эмиграции во время вооружённой борьбы за независимость. Именно они взяли на себя установление военно-политического контроля МПЛА над ключевыми регионами и массовыми структурами.
Ван Дунен организовал возвращение из эмиграции Агостиньо Нето и его сподвижников, приложил максимум усилий для сглаживания внутренних противоречий в МПЛА. В распоряжение Нето была предоставлена структура ячеек, что обеспечило ему успех в противоборстве с другими лидерами — прежде всего Мариу Пинту де Андраде и Даниэлом Чипендой. На июльской конференции 25-летний Ван Дунен был избран в состав ЦК и стал самым молодым членом руководства МПЛА. 21 июня 1975 Ван Дунен входил в делегацию на переговорах в кенийском Накуру, где МПЛА, ФНЛА и УНИТА подтвердили Алворское соглашение о переходе к независимости.
Жозе Ван Дунен приступил к организации на базе партизанской ЭПЛА регулярных вооружённых сил МПЛА — ФАПЛА. Он сформировал корпус военных инструкторов из ангольцев, служивших в португальской армии, учредил Оперативное командование Луанды (COL) и три центра военного обучения. Этими силами летом 1974 удалось отчасти стабилизировать положение в столице, организовать патрули для охраны порядка. Одновременно были подавлены выступления противников МПЛА в Луанде. Под командованием 25-летнего Ван Дунена находились около двух тысяч человек, включая пятьсот бойцов спецназа.
В марте 1975 Агостиньо Нето назначил Жозе Ван Дунена начальником Политического управления — национальным политкомиссаром и заместителем начальника Генерального штаба ФАПЛА. Ван Дунен организовал систему армейской политучёбы на основе ортодоксального марксизма-ленинизма. Идеологическая обработка была весьма результативна и создавала серьёзную мотивацию военнослужащих. В звании генерала Ван Дунен являлся третьим лицом армейской иерархии — после партийного куратора вооружённых сил Энрике Каррейры и начальника генштаба Жуана Луиша Нето Ксету. При этом Ван Дунен избегал публичности, сосредоточившись на «теневой» организационной стороне. Был известен личной храбростью, разъезжал без охраны (шутливо объясняя это тем, что в случае чего не хотел бы забот по спасению охранников).
11 ноября 1975 независимость Анголы была провозглашена под властью МПЛА. Президентом НР Ангола стал Агостиньо Нето. Началась многолетняя гражданская война. Жозе Ван Дунен на командных должностях активно участвовал в боях с ФНЛА/ЭЛНА, УНИТА/ФАЛА, заирскими и южноафриканскими войсками. На рубеже 1975—1976 под его руководством проводилась зачистка севера Анголы от формирований ФНЛА. В марте 1976 он получил назначение в III военно-политический округ, охватывающий обширные территории востока и юго-востока — где было сильное присутствие и влияние УНИТА. Существенно, что III округ был расположен далеко от Луанды — таким образом, Ван Дунен устранялся из столичной политики.
Политически и идеологически Жозе Ван Дунен полностью ориентировался на СССР и КПСС. Был сторонником копирования в НРА советской модели и интеграции в Советский блок. Состоял в делегации МПЛА на XXV съезде КПСС, которую возглавлял Ниту Алвиш.
При этом Жозе Ван Дунен находился в сложных отношениях с влиятельными партийно-государственными и силовыми руководителями — военным министром Энрике Каррейрой, генеральным секретарём МПЛА Лусио Ларой, самим президентом Нето. Ван Дунен и Алвиш, как практики подпольной и партизанской борьбы, не желали признавать политическое верховенство «эмигрантской богемы» (Алвиш занимал в этом жёсткую позицию, Ван Дунен рассчитывал «договориться по-товарищески»). Регулярно возникали конфликты армейских политорганов с финансовыми ведомствами и службой госбезопасности DISA. Перевод Ван Дунена с политуправления ФАПЛА на III округ отражал это противостояние.
С 1976 Жозе Ван Дунен был женат на Сите Валлиш, которая курировала в МПЛА молодёжное движение и массовые организации. В браке супруги имели сына, которого назвали Эрнешту — в честь Эрнесто Че Гевары.

## Второй среди Nitistas
К осени 1976 в МПЛА стал очевиден раскол. Внутрипартийная оппозиция — Nitiatas — сгруппировалась вокруг министра внутренней администрации Ниту Алвиша. Это были в основном сослуживцы Алвиша по I округу, политкомиссары ФАПЛА, бойцы 9-й бригады спецназа, прославленной в Битве при Кифангондо, «комсомольские» активисты. Жозе Ван Дунен был среди ведущих лидеров Nitistas, его имя в этом ряду обычно называется вторым. Видной фигурой Nitistas была и Сита Валлеш.
Nitistas стояли на самых жёстких позициях ортодоксального коммунизма, осуждали политику Нето как «умеренную и оппортунистическую». В то же время Nitistas протестовали против номенклатурного произвола, привилегий и коррупции. Также они были недовольны «непропорциональной ролью белых и мулатов в управлении преимущественно чёрной нацией» (мулатами были, например, Каррейра и Лара).
Общего чёткого плана Nitistas не имели. Одни выступали за отстранение от власти Нето и его окружения, готовы были к силовой конфронтации — сам Ниту Алвиш, командир 9-й бригады Жакоб Каэтану (Бессмертный Монстр), политкомиссар Луиш душ Пасуш. С другой стороны, Жозе Ван Дунен занимал примирительную позицию, старался убедить Нето. Жуан Ван Дунен, брат Жозе Ван Дунена (находившийся в то время на Кубе) называл такой подход роковой ошибкой. Взгляды и позиции Nitistas излагали открыто и даже поддавались оперативной игре DISA, раскрывая свои намерения.
Политическую кампанию разгрома Nitistas координировал Лусио Лара, оперативную — директор DISA Луди Кисасунда. На пленуме ЦК МПЛА 23—29 октября 1976 Ниту Алвиш и Жозе Ван Дунен были обвинены во «фракционности». Резолюция против «раскольнической деятельности», выдерживалась в угрожающем тоне. Алвиш был снят с правительственного поста, его министерство расформировано, закрыты газета Diário de Luanda и радиопрограмма Kudibanguela, ориентированные на Nitistas. Ван Дунен со своим обычным «доверием к товарищам» предложил учредить комиссию для расследования. Это предложение вполне устраивало противников — комиссию возглавил министр иностранных дел Жозе Эдуарду душ Сантуш. С февраля 1977 в отношении Алвиша, Ван Дунена и Ситы Валлиш начались оперативно-следственные мероприятия DISA.
21 мая 1977 президент Нето собрал партактив МПЛА. Было принято решение об исключить из партии Алвиша и Ван Дунена. Теперь они обвинялись не только во «фракционности», но и в планировании «ультралевого переворота», а персонально Ван Дунен — в «использовании личных военных связей для вербовки двухсот солдат» и склонении на свою сторону «печально известной 9-й бригады».
23 мая 1977 партсобрание 9-й бригады потребовало восстановления в ЦК Ниту Алвиша и Жозе Ван Дунена. К этому требованию стали присоединяться некоторые другие армейские части. Ответом стала массированная кампания против «фракционности» в официальных СМИ. 26 мая 1977 Лусио Лара зачитал по радио специальное заявление Политбюро. Алвиш и Ван Дунен вновь представили Нето записку о коррупции ряда партийных деятелей высшего эшелона. Президент предложил отозвать документ, лидеры Nitistas отказались. Тогда Нето заявил, что больше не ручается за их физическую неприкосновенность.

## Мятеж и смерть
Мятеж «фракционеров» начался рано утром 27 мая 1977. На улицы Луанды вышли бойцы 9-й бригады с бронетехникой и жители кварталов чернокожей бедноты, особенно трущобного района Самбизанга. Ниту Алвиш и его единомышленники рассчитывали, что демонстрация военной силы и решительности побудит массы поддержать выступление. Но Жозе Ван Дунен настаивал на недопустимости кровопролития. Он ещё надеялся обойтись мирным массовым шествием, не вводя в действие силы 9-й бригады.
Однако события развивались по своей логике и не поддавались контролю Ван Дунена. Отряд Nitisatas, в котором преобладали женщины-спецназовки, штурмом взял тюрьму Сан-Паулу и освободил политзаключённых. При этом был убит (по другим данным, покончил с собой) офицер DISA Элдер Феррейра Нето, куратор мест заключения. Другой отряд под командованием Луиша душ Пасуша сумел захватить Rádio Nacional. Были взяты в заложники и доставлены в Самбизангу несколько видных деятелей МПЛА.
Растерявшись в первые часы, Нето и его окружение быстро отмобилизовались. Первые контрудары нанесли спецчасти DISA под командованием Энрике Онамбве, полиция и президентская охрана, но решающую роль сыграл кубинский военный контингент. Фидель Кастро поддержал Агостиньо Нето (советское руководство в день столкновения держалось в стороне, затем одобрило действия победителей). Уже днём 27 мая все объекты были отбиты. Кубинские танки подавили сопротивление 9-й бригады, рассеяли демонстрацию сторонников Nitistas и начали карательную зачистку.
В Самбизанге были убиты заложники (среди них министр финансов Сайди Мингаш). Власти получили предлог для беспощадных действий в отношении мятежников, независимо от индивидуальных позиций. Персональная роль Жозе Ван Дунена в событиях 27 мая не вполне ясна, но известно, что он не отступился от Nitistas. Вместе с Алвишем и его сподвижниками Ван Дунен выбрался из Луанды и пытался скрыться в труднодоступных районах Дембуша (Северная Кванза, родные места Алвиша). DISA и кубинские специалисты организовали жёсткое прочёсывание в поисках бежавших Nitistas. Жозе Ван Дунен был обнаружен вместе с Ситой Валлиш. Оба схвачены, доставлены в крепость Сан-Мигель и убиты.
Первая информация о смерти Ван Дунена и Валлиш появилась 8 июля 1977 в конфиденциальном сообщении португальского посольства в Луанде. (Говорилось, будто убиты оба, но по последующим сведениям Валлиш была расстреляна только 1 августа.) На момент гибели ему было 27 лет.
Родственники Жозе Ван Дунена связывают трагизм его судьбы с такими чертами личности, как энергичная активность, гражданский энтузиазм, развитое чувство долга, неспособность держаться в стороне от опасности, добродушная доверчивость и некритичная уверенность во всех, кого он считал друзьями.

## Память и оценки
На протяжении четверти века тема Мятежа «фракционеров» была официально табуирована в Анголе. Все Nitistas, включая Жозе Ван Дунена, считались преступниками. Это положение не менялось после амнистии 1989 и политических реформ начала 1990-х. Даже Партия демократического обновления, созданная Луишем душ Пасушем, не акцентировала вопрос о пересмотре официальных оценок событий 1977.
Первые признаки переоценки стали появляться после окончания гражданской войны в 2002. В последние годы президентства Жозе Эдуарду душ Сантуша действовал Фонд 27 мая, созданный ангольскими правозащитниками, бывшими Nitistas и потомками погибших. К 40-летию событий в 2017 потомки направили открытое письмо президенту душ Сантушу. В числе других его подписал Эрнешту Ван Дунен. В письме ставились вопросы об обстоятельствах гибели Nitistas, гласном расследовании и публичной оценке событий в свете нового положения в стране.
Ситуация изменилась с сентября 2017, когда президентом Анголы стал Жуан Лоренсу — в отличие от душ Сантуша, лично непричастный к подавлению «Мятежа фракционеров» (его жена Ана была тогда арестована и несколько недель провела в тюрьме). Первые годы президентства Лоренсу прошли в условиях «ангольской „Оттепели“». В ноябре 2018 правительственный официоз Jornal de Angola опубликовал статью министра юстиции Франсишку Мануэла Кейроша «Правительство признает перегибы 27 мая». В мае 2019 письмо потомков Nitistas поступило на имя Лоренсу — авторы просили начать поиск останков и выдать официальные свидетельства о смерти.
26 мая 2021 выступил президент Лоренсу. От имени государства он заявил об «искреннем раскаянии», принёс извинения за «непропорциональное» применение силы и преследования невиновных, анонсировал поиск останков. В перечне погибших Nitistas президент назвал Жозе Ван Дунена. В марте 2022 министр Кейрош объявил об обнаружении в Луанде останков десяти человек — среди них предварительно идентифицированы Жозе Ван Дунен и Сита Валлиш (также, в частности, Ниту Алвиш, Жакоб Каэтану, Эдуарду Бакалофф). Однако передача останков семьям затянулась из-за процедурных сложностей и сомнений по идентификации.
Семейство Ван Дунен и после событий 1977 оставалось весьма влиятельным. Жуан Эрнешту Валлиш Ван Дунен, сын Жозе Ван Дунена и Ситы Валлиш — известный экономист, декан Католического университета Луанды. Францишка Эужения Ван Дунен, сестра Жозе Ван Дунена — португальская гражданка, авторитетная юристка, в 2015—2022 занимала посты министра юстиции и министра внутренних дел Португалии. Жуан Ван Дунен, брат Жозе Ван Дунена, был крупным ангольским журналистом и медиа-бизнесменом.